# 常州オリンピック・スポーツセンター・スタジアム
常州オリンピック・スポーツセンター・スタジアム(じょうしゅう-、中: 常州奥林匹克体育中心体育场)は、中国江蘇省常州市新北区晋陵北路にある多目的スタジアム。

## スタジアム
スタジアムは38,000名収容で、サッカー、陸上競技などに対応。また、屋内競技用の体育館も併設されている。2009年に行われた2009年世界女子ハンドボール選手権では、体育館がグループリーグの会場として使用された。またバドミントン中国オープンの会場。